# المسيحية في جزر المالديف
تُشكل المسيحية في جزر المالديف أقلية صغيرة العدد، حيث تضم جزر المالديف على عدد صغير من السكان الأصليين المسيحيين، ويبلغ عدد المواطنين المسيحيين بحسب بعض المصادر حوالي 300 في حين تقدر منظمة أبواب مفتوحة أعداد المسيحيين ببضعة آلاف. ويُقدر الباحث فيليكس ويلفريد من جامعة أكسفورد تعداد المسيحيين في المالديف عام 2013 بحوالي 1,400 شخص ويُشكلون 0.4% من مجمل السكان، وغالبيتهم من العمال المهاجرين في القطاع السياحي، وتعود أصولهم في المقام الأول إلى الفلبين والهند وسريلانكا.
في بداية منتصف القرن السادس عشر وقعت السلطة تحت تأثير الإمبراطورية البرتغالية. ونتيجة للنزاع الأسري كان هناك فترة قصيرة حكم فيها البلاد ملكاً كاثوليكياً من سلالة هلالي، وهو دوم مانويل، والذي وصل إلى السلطة من خلال الدعم من البرتغاليين بين عام 1558 وعام 1573، وقد عُرف سابقاً قبل تحوله من الإسلام إلى المسيحية باسم السلطان حسن التاسع. لكن انتهت حقبة الملك دوم مانويل عام 1573 مع استرداد التاج من قبل الإدارة المسلمة السنيَّة. ويعد دوم مانويل أول مالديفي وعضو في العائلة المالكة يتخلى عن الإسلام ويعتنق المسيحية.
تُعد جزر المالديف وفقاً لتقارير حقوقيَّة مختلفة من بين بلدان العالم الأقل تسامح تجاه المسيحيين. وفقًا للرئيس السابق مأمون عبد القيوم، لا ينبغي أن يسمح أي دين آخر غير الإسلام في جزر المالديف. يحظر الممارسة العلنية للدين المسيحي، والتحول من الإسلام يعني فقدان الجنسية المالديفية، وامتلاك الإنجيل يُعاقب عليه بالإعدام. حالياً جزر المالديف هي الدول الوحيدة في العالم إلى جانب السعودية التي تحظر بناء الكنائس على أراضيها.

## تاريخ

### العصور المبكرة
اعتنق أهالي جزر المالديف البوذية ديناً حتى القرن الثاني عشر، مع تحول أهالي الجزر إلى الديانة الإسلاميّة. ومع بداية منتصف القرن السادس عشر وقعت السلطة تحت تأثير الإمبراطورية البرتغالية. ونتيجة للنزاع الأسري كان هناك فترة قصيرة من حكم البلاد من قبل الملك الكاثوليكي، وهو دوم مانويل، من خلال الدعم له من البرتغاليين بين عام 1558 وعام 1573، وقد عُرف سابقاً باسم السلطان حسن التاسع، وعيين كاثوليكي من جزر المالديف يدعى أنديري أنديرين وصياً عليه، أدى اعتناق دوم مانويل للمسيحية إلى خلعه عن العرس ولاحقاً عاش في غوا التي كانت مستعمرة تابعة للإمبراطورية البرتغالية. وحاول المبشرين اليسوعيين إستغلال فكرة وجود عاهل كاثوليكي في البلاد من أجل التبشير. لكن انتهت حقبة الملك دوم مانويل عام 1573 مع استرداد التاج من قبل الإدارة المسلمة السنيَّة. انجب دوم مانويل الذي بقي في غوا، ثلاثة أبناء وهم دوم جواو ودوم فرانسيسكو ودوم بيدرو، تزوج دوم جوا من نبيلة مسيحية برتغالية، وهي دونا فرانسيسكا فاسكونيل، وكان لديه طفلان وهما دوم فيليب ودونا إنيز. حكم إبراهيم كالفان السلطنة بحكم الأمر الواقع، ولكنه من الناحية القانونية كان وصي العرش للملوك دوم جواو ودوم فيليب الذين أقاموا في غوا الهندية. وحكم من 1585 إلى 1609.
أبرم محمد ثاكروفان معاهدة مع الملك دوم مانويل الذي يعيش في غوا، من أجل درء علي راجا من كانانور. على الرغم من أن محمد ثاكروفان كان وصيًا على الملك دوم مانويل (وفقًا للمعاهدة)، فقد عين المالديفيون محمد ثاكوروفانو كسلطان لجزر المالديف، ولم يعد يعترف بسيادة الملوك والحكام المسيحيين المنفيين في غوا. أثارت محاولات البرتغاليين لفرض المسيحية تمردًا محليًا بقيادة محمد ثاكروفان الأعظم وشقيقيه، وبعد مرور خمسة عشر عامًا على طرد البرتغاليين من جزر المالديف. في عام 1632 عُين السلطان محمد عماد الدين الأول سلطاناً قانونياً بعدما كان وصيًا سابقًا على الملك دوم فيليب المسيحي، وانتقل الحكم من سلالة هلالي إلى سلالة أوثيمو.

### الحصور الحديثة
لم تستعمر الإمبراطورية الهولندية والبريطانية الجزر، على الرغم من سيطرتها البحرية على المحيط الهندي. وأسس الهولنديين الذين حلوا محل البرتغاليين كقوة مهيمنة في سيلان، الهيمنة على الشؤون المالديفية لكن دون إشراك أنفسهم مباشرة في الشؤون المحلية، والتي كانت تحكمها عادات إسلامية تعود إلى قرون. وذكر نص «ذكريات نَشر الإيمان» أنه في عام 1833 بعد تنصيب كليمنت بوناند في منصب النائب الرسولي في بونديشيري، أُذن له من قبل الكرسي الرسولي لإرسال المبشرين إلى جزر المالديف حيث أنَّ الإيمان المسيحي لم يكن قد وصل بعد إلى هناك. بين عام 1887 حتى عام 1965 حكمت بريطانيا جزر المالديف بوصفها محمية بريطانية، وقد استقلت جزر المالديف في عام 1965. لم تسفر الحماية البريطانية عن أي عمل تبشيري أو انتشار للمسيحية بين السكان الأصليين. ومع استقلال البلاد نص الدستور على اشتراط القانون أن يكون جميع المواطنين من المُسلمين السُنَة، ولا يحق لغير المسلمين (بمن فيهم المسيحيون) التصويت أو تقلد المناصب العامة. بعد استقلال الجزر أشارت تقاير إلى وجود عشرات المهاجرين العمال العاملين في جزر المالديف، والذين ينتمون في الغالب إلى الكنائس البروتستانتية. جلبت صناعة السياحة المزدهرة اليوم العديد من العمال المهاجرين إلى الجزر، ولكن نظرًا لأن معظمهم من البلدان الإسلامية القريبة مثل بنغلاديش، فإن المجتمع لا يزال مسلماً بقوة.

### الوضع الحالي

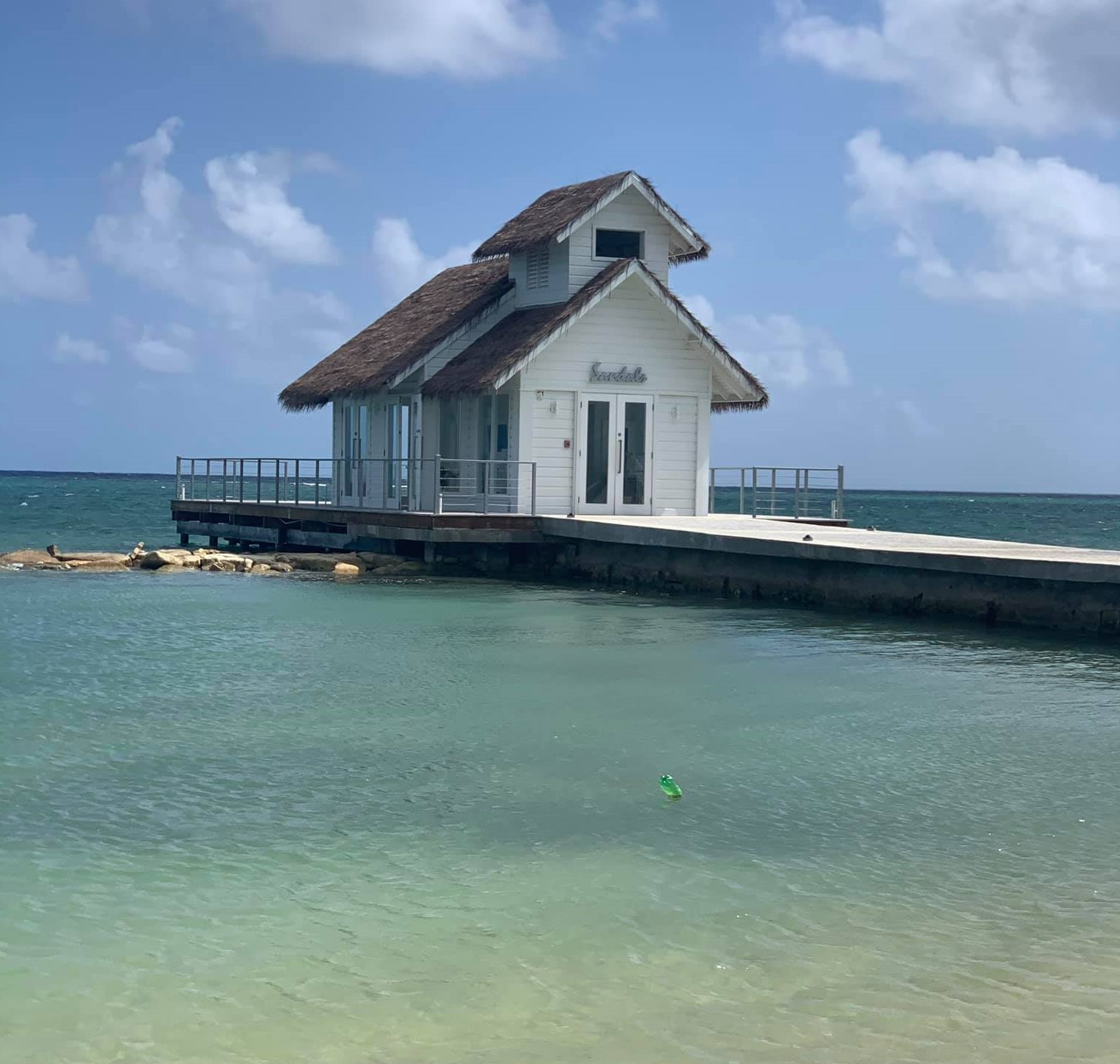
مصلى صغير، حيث تُقام فيه مراسيم الزفاف للسياح المسيحيين وغيرهم في المنتجعات السياحيَّة بالمالديف.

بحسب مصدر تقدر نسبة المسيحيين في الجزر بحوالي 0.2% من السكان، في حين يقدر مصدر آخر نسبة المسيحيين بحوالي 0.4% من مجمل السكان، ويُقدر الباحث فيليكس ويلفريد من جامعة أكسفورد تعداد المسيحيين في المالديف عام 2013 بحوالي 1,400 شخص ويشكل المسيحيين حوالي 0.4% من مجمل السكان. وفقًا للموسوعة المسيحية العالمية هناك تواجد للكنيسة الإنجيلية والمينوناتية والسبتية في هذا البلد. وتُغطى الكنيسة الرومانية الكاثوليكية في جزر المالديف من قبل أبرشية كولومبو في سريلانكا، وتعود أصول معظم العمال الكاثوليك العاملين في الجزر إلى الفلبين. وفقاً للباحث فيليكس ويلفريد يُعتقد أن عدد المؤمنين المسيحيين بين السكان الأصليين منخفض جدًا، جلهم من المتحولين من الإسلام إلى المسيحية، وهم ملزمون بمراعاة عقيدتهم في ظل ظروف من السرية المطلقة. ويفقد مواطني جزر المالديف الذين يعتنقون المسيحية جنسيتهم ويتعرضون لخطر التعذيب. وقد تم طرد المسيحيين عدة مرات في السنوات العشرة الماضية.
في عام 1990 حذرَّ المجلس الأعلى للشؤون الإسلامية في جزر المالديف من الاستماع إلى البرامج المسيحية التي تبث لأول مرة بلغة الديفهي من قبل جمعية الشرق الأقصى للإرسال من جزيرة سيشل أو أنهم سيخاطرون بالتعرض للاعتقال. وفي عام 1998 تم طرد جميع الأجانب المسيحيين للاشتباه في العمل التبشيري وألقي القبض على خمسين شخص من المسيحيين المالديفيين، وتم إرسالهم إلى سجن أطول كافو، إذ لا يسمح بالتبشير. وتم حظر كتب التاريخ المدرسية لأسباب مثل تضمينه نصوص حول إصلاح الكنيسة المسيحية في أوروبا في القرن السادس عشر. وفي مايو من عام 2008 أٌغلقت مكتبة مدرسة محلية بعد اكتشاف كتاب يحتوي على قصص «تستند إلى قصص مسيحية». وفي أكتوبر من عام 2010 اضطرت السلطات في جزر المالديف إلى نقل مُدّرِسة مسيحية من الهند بعد أن هدد آباء وأمهات طلابها بطردها بسبب «وعظها بالمسيحية». وأُجبر بعض المسيحيين المالديفيين على الانتقال إلى الخارج.
تولي سياسة الحكومة أهمية كبيرة للهوية الإسلامية للبلاد، ويُحظر ممارسة الدين المسيحي علنا، ويُسمح للأجانب المسيحيين بممارسة شعائرهم الدينية في السر فقط. كما أن المؤسسات الإرساليات المسيحية ممنوعة منعاً باتاً. وفقاً لتقرير الحرية الدينية الدولية للعام 2019 الصادر عن وزارة الخارجية الأميركية العمال الأجانب هم في الغالب من المسلمين والبوذيين والهندوس والمسيحيين؛ على الرغم من ذلك لم تكن هناك أماكن عبادة لأتباع الجماعات الدينية غير الإسلامية في جزر المالديف. وتُحظر الحكومة استيراد الأيقونات والتماثيل الدينية، لكن وفقاً لسلطات الجمارك فإن وزارة الداخلية استمرت في السماح باستيراد المواد الدينية الأدبيَّة، مثل الأناجيل، للاستخدام الشخصي. وواصلت الوزارة تقييد بيع المواد الدينية، مثل بطاقات عيد الميلاد، على جزر المنتجعات السياحيَّة التي يرعاها السياح الأجانب. وأبلغ مسؤولو الجمارك عن 18 حالة تتعلق باستيراد تماثيل وصلبان مسيحية خلال عام 2019، وصادرت السلطات هذه الأغراض لكنها لم أي توجه اتهامات. يُحظر على المهاجرون والسياح المسيحيون ممارسة معتقداتهم الدينية علناً كما ولا يمكنهم امتلاك الأناجيل، ويُسمح قانونًا للعمال الأجانب بالتعبير عن عقيدتهم، ولكن فقط في منازلهم بشكل سري. وتخضع وسائل الإعلام والإنترنت للرقابة الصارمة ويتم تفتيش أمتعة المهاجرين للتأكد من أنها لا تحمل أي أدب مسيحي.

## مواقع خارجية
- opendoorsusa.org
- aaa.net.au
- persecution.net
- UN